# Igor Patenko
Igor Guennadievich Patenko (Игорь Геннадьевич Патенко), né le 25 mai 1969 à Taraz, dans le Kazakhstan, est un coureur cycliste soviétique spécialiste des courses contre-la-montre en équipes de la fin des années 1980. En 1990, avec l'équipe d'URSS il remporte le championnat du monde du contre-la-montre par équipes.
Dans la catégorie "Juniors", il avait glané deux médailles d'argent aux championnats du monde du contre-la-montre par équipes. Après 1991, il court avec la nationalité russe.

## Palmarès

### Palmarès sur piste
- 1986
  -  Médaillé d'argent du championnat du monde du contre-la-montre par équipes juniors (avec Viktor Schelkoski, Andreï Olkhov et Vladimir Panasenko)
- 1987
  -  Médaillé d'argent du championnat du monde du contre-la-montre par équipes juniors (avec Sabin Souleimanov, Oleg Polovnikov et Pavel Tonkov)
- 1990
  -  Champion du monde du contre-la-montre par équipes (avec Alexandre Markovichenko, Oleh Halkin et Rouslan Zotov)
- 1992 
  - 4e du contre-la-montre par équipes des Jeux olympiques de Barcelone (avec Oleh Halkin, Igor Dzyuba et Igor Pastukhovich)

### Palmarès sur route
- 1990
  - Zellik-Galmaarden